# Albero
Albero  (Champagnestreek - Clairvaux, 9 november 1161) was monnik in de abdij van Clairvaux (vóór 1154 en 1155-1161), de tweede abt van de  abdij Onze-Lieve-Vrouw Ten Duinen te Koksijde (1154-1555).

## Geschiedenis
In 1153 wees de abt van Clairvaux, Robrecht van Brugge een van de monniken van Clairvaux, Albero, aan als abt van de Duinenabdij. 
Albero arriveerde in de Duinenabdij in 1154. Er is over hem weinig bekend, behalve dan het feit dat hij niet kon aarden in de Duinenabdij, mogelijk omwille van het klimaat. Reeds in 1155 nam hij ontslag en keerde terug naar Clairvaux.
Hij stierf in de abdij van Clairvaux op 9 november 1161.